# Traditionelle Medizin
Traditionelle Medizin umfasst als Begriff zahlreiche Methoden der Volksmedizin, die in verschiedenen Ländern und Regionen der Welt kulturell verankert und überliefert sind, teils in Abgrenzung zu westlicher, wissenschaftlicher Medizin (Biomedizin). Die Weltgesundheitsorganisation (WHO) definiert traditionelle Medizin als „Wissen, Fertigkeiten und Methoden, basierend auf einheimischen Vorstellungen, Glaubensinhalten und Erfahrungen verschiedener Kulturen, die zur Behandlung und Vorbeugung von Krankheiten eingesetzt werden.“ In manchen afrikanischen und asiatischen Staaten beruht die Grundversorgung von bis zu 80 Prozent der Bevölkerung auf traditioneller Medizin. Dabei weist die WHO jedoch darauf hin, dass die „ungeeignete Nutzung traditioneller Medizin oder Praktiken“ schädlich sein kann und dass „es weiterer Forschungen bedarf, um die therapeutische Wirksamkeit und Sicherheit“ der Praktiken und Pflanzenpräparate sicherzustellen. Die WHO ist bestrebt, die Verfahren in ihren Mitgliedsstaaten in die jeweiligen nationalen Gesundheitssysteme zu integrieren, dabei aber Regelungen zur Sicherheit und Qualität einzurichten, zuletzt auf Basis der Gujarat-Deklaration 2023.
Nach einer Erhebung der WHO 2005 hat ein Drittel der Weltbevölkerung keinen Zugang zu moderner westlicher Medizin und stützt ihre Gesundheitsversorgung daher weiter auf die traditionellen Behandler.
Bekannte traditionelle Medizinen sind Ayurveda, Unani, traditionelle thailändische Medizin, traditionelle vietnamesische Medizin, traditionelle chinesische Medizin, traditionelle japanische Medizin, traditionelle koreanische Medizin, traditionelle afrikanische Medizin (im südlichen Afrika Muti) und die Traditionelle Europäische Medizin. Traditionelle Medizin kann auch formalisierte Elemente der Volksheilkunde, insbesondere von Laien verwendete Hausmittel einschließen.
Einige Systeme wie die traditionelle chinesische Medizin (namentlich Akupunktur), Ayurveda, oder tibetische Medizin bzw. deren heutige Varianten sind auch in westlichen Industriestaaten populäre Bestandteile der Naturheilkunde sowie der Komplementär- und Alternativmedizin.
Die traditionelle Medizin ist Forschungsgegenstand der Ethnobotanik, Ethnomedizin, und Medizinethnologie. Die von lokal verwurzelten, schriftlosen Kulturen altüberlieferten medizinischen Kenntnisse werden häufig eher unter dem allgemeineren Begriff Traditionelles Wissen zusammengefasst.

## Geschichte der traditionellen Medizin
Die Erforschung der traditionellen Medizin basiert in erster Linie auf der Analyse von überlieferten Schriftzeugnissen und archäologischen Funden. Bei schriftlich fixierten Rezepturen lässt sich heute teilweise nur sehr schwer herausfinden, welche Zutaten tatsächlich verwendet wurden und wie die Mengenverhältnisse ausgesehen haben. So lassen sich viele verwendete Pflanzen in den ägyptischen Papyri nicht eindeutig identifizieren, das gilt zu einem gewissen Grad auch noch für die Schriften der Hildegard von Bingen aus der Mitte des 12. Jahrhunderts. Bei archäologischen Funden lassen sich die entdeckten Heilmittel zwar analysieren, es muss aber ggf. über die Verwendung (Indikation) spekuliert werden. Bei rein mündlich überlieferten Heilmethoden lässt sich nur sehr schwer identifizieren, ob es sich tatsächlich um eine Tradition handelt oder ob es sich vielleicht um ein recht neues Phänomen der Volksheilkunde handelt.
Erste schriftliche Belege für das Studium und die regelmäßige Anwendung von Pflanzen sind bereits aus der Zeit vor 5000 Jahren in Form von Keilschrift auf Tontafeln aus Sumer erhalten. Die altägyptische Medizin (vgl. Papyrus Edwin Smith, Papyrus Ebers, Papyrus Hearst) verwendete verschiedene Kräuter für medizinische Zwecke, wobei Magie eine sehr wichtige Rolle spielte. Im Pentateuch der Bibel wird der Anbau und Gebrauch von Kräutern für den Kaschrut beschrieben. Auch beim Pessachmahl sind Bitterkräuter, nämlich Maror vorgeschrieben.
Altindische Kräuterkundler wie Charaka und Sushruta beschreiben bereits viele der bei Ayurveda benutzten Kräuter und Mineralien. Das erste chinesische Kräuterbuch war das Shen Nong Cao Jing  während der Han-Periode, das jedoch auf viel frühere Quellen wie das Yao Xing Lun (Abhandlung über die Natur der medizinischen Kräuter) aus der Tang-Periode zurückgeht.
Die antiken griechischen Ärzte konnten auf den Erkenntnissen aus Babylon und Ägypten aufbauen oder waren sogar zur Ausbildung dort gewesen. Griechische Sammlungen zu den damaligen Kenntnissen über Kräuter stammen von den Pythagoräern, Hippokrates von Kos, Aristoteles, Theophrastus sowie in römischer Zeit von Pedanios Dioskurides und Galenos von Pergamon. Viele dieser Schriften hatten in Europa bis in die Frühe Neuzeit eine Bedeutung in der universitären Medizin.
Römische Autoren wie Plinius der Ältere, Celsus sowie Pedanios Dioskurides schlossen die Schrift De Materia Medica des Kräuterkundlers Krateuas, dem Arzt von Mithridates VI. (Pontos) König von Pontos (120–63 v. Chr.) ein.
In Byzanz blieben mit der byzantinischen Medizin nach dem Zusammenbruch von Westrom und der Völkerwanderung zahlreiche Elemente der antiken griechischen Medizin erhalten. Auch hier war die Kräuterkunde ein wesentliches Element. Als Besonderheit anzumerken ist das dort entwickelte Krankenhauswesen. Die Verbindungen zu anderen Linien der Entwicklung der Medizin entstanden auch durch die wechselhafte Geschichte des Byzantinischen Reichs, denn das Reich erstreckte sich zeitweise fast um das ganze Mittelmeer.
De Materia medica wurde in mehrere Sprachen übersetzt, wobei im Laufe der Jahrhunderte türkische, arabische und jüdische Begriffe Aufnahme fanden.
Die älteste erhaltene frühmittelalterliche fränkische Quelle ist das Lorscher Arzneibuch, das um 795 entstanden ist. Es wird unter anderem auf Aurelius Aesculapius (7. Jahrhundert), die Physica Plinii und byzantinische Quellen zurückgeführt. Lateinische Manuskripte der Materia Medica wurden mit dem lateinischen Kräuterbuch des Apuleius Platonicus (Herbarium Apuleii Platonici) verknüpft und in den angelsächsischen Kodex Cotton Vitellius C.III eingefügt.
In England entstand im 9. Jahrhundert mit Bald’s Leechbook eine Sammlung angelsächsischer Rezepturen, die teilweise schon stark von mediterranen Quellen beeinflusst waren, aber auch noch Zauberei beinhalteten.
Frühe griechische und römische Zusammenfassungen wurden zum Kern der europäischen Medizintheorie. Sie wurden von dem Perser Rhazes (Rāzi, 865–925) und dem Juden Maimonides übersetzt. Übersetzungen griechischer medizinischer Handbücher und Manuskripte ins Arabische erfolgten im achten und neunten Jahrhundert (n. Chr.)  Die arabische Medizin entstand aus dem Konflikt zwischen der auf magischen Vorstellungen beruhenden Medizin der Beduinen und den arabischen Übersetzungen hellenischer und ayurvedischer medizinischer Überlieferungen.
Die spanische Medizin war von den Arabern (in Spanien 711 bis 1492) beeinflusst. Islamische Ärzte und Botaniker wie Abū Hanīfa Ahmad ibn Dāwūd ad Dinawari und Ibn al-Baitar erweiterten wesentlich die vorherigen medizinischen Kenntnisse.
Die berühmteste arabische Abhandlung war Avicennas Kanon der Medizin, eine frühe Pharmakologie auf Basis der Schriften von Galenos, in der die Methode der klinischen Untersuchung eingeführt wurde. Dieser Kanon wurde im 12. Jahrhundert in Toledo ins Lateinische übersetzt und blieb in Europa bis in die Neuzeit ein Standardwerk der medizinischen Ausbildung. Auch die Unani-Medizin beruht auf diesem Kanon.
Übersetzungen der frühen römisch-griechischen Zusammenfassungen erfolgten durch Hieronymus Bock und die anderen Väter der Botanik, beginnend mit dem Gart der Gesundheit im späten 15. Jahrhundert. Bocks Kräuterbuch, unter dem Namen Historia Pemptades von Rembert Dodoens (1517–1585) ins Holländische und vom Holländischen ins Englische übersetzt von Carolus Clusius (1526–1609), wurde von Henry Lyte 1578 als A Nievve Herball veröffentlicht. Daraus schuf John Gerard (1545–1612) Herball or General Historie of Plantes. Jedes dieser Werke verknüpfte vorhandene Texte mit neuen Ergänzungen. 44 der Drogen, Lösungsmittel, Aromastoffe und Salbengrundlagen, die Dioskurides nannte, sind noch immer im offiziellen Arzneibuch angeführt. Mit den Puritanern kam Gerards Werk nach Amerika und beeinflusste dort die amerikanische Volksmedizin.
Francisco Hernandez de Toledo, Arzt des spanischen Königs Philipp II., war von 1571 bis 1577 in Mexiko, um dort Wissen zu sammeln und schrieb dann Rerum Medicarum Novae Hispaniae Thesaurus, von dem viele Versionen veröffentlicht wurden, wie die von Francisco Ximénez. Sowohl Hernandez als auch Ximenez fügten Erkenntnisse der Volksmedizin der Azteken in die europäischen Vorstellungen wie ‚warm‘, ‚kalt‘ und ‚feucht‘ ein (vgl. Humoralpathologie). Allerdings ist nicht bekannt, ob die Azteken diese Kategorien verwendeten. Juan de Esteyneffers Florilegio medicinal de todas las enfermedas fasste europäische Texte zusammen und fügte 33 mexikanische Pflanzen hinzu. Martín de la Cruz verfasste ein Kräuterbuch in Nahuatl, das von Juan Badiano als Libellus de Medicinalibus Indorum Herbis oder Codex Barberini ins Lateinische übersetzt und 1552 Karl V. (HRR) von Spanien gewidmet wurde. Offensichtlich wurde es in Eile verfasst und ist beeinflusst von der bereits 30 Jahre andauernden europäischen Herrschaft. Fray Bernardino de Sahagún nutzte Methoden der Ethnographie zur Erstellung seiner Kodizes, die als  Historia General de las Cosas de Nueva Espana 1793 veröffentlicht wurden. Castore Durante veröffentlichte sein Herbario Nuovo 1585. Darin beschrieb er Heilpflanzen aus Europa, Ostindien und Westindien. Das Buch wurde 1609 ins Deutsche übersetzt. Italienische Ausgaben folgten über das folgende Jahrhundert hinweg.

## Traditionelle Medizin und Gesellschaft

### Entstehung und Überlieferung
Traditionelle Medizin wird im Allgemeinen mündlich innerhalb einer Gemeinschaft, Familie oder zwischen Einzelnen überliefert, bevor sie wieder verschwindet. Innerhalb einer gegebenen Kultur können Kenntnisse bruchstückhaft bei vielen Einzelnen vorhanden sein oder aber von Personen, die eine Rolle als Heiler wie z. B. als Schamanen oder Hebammen einnehmen, gesammelt und angewendet werden.
Drei verschiedene Gründe können die Rolle des Heilers begründen:
- ihre eigenen Überzeugungen,
- der Erfolg ihrer Tätigkeit,
- der Glaube der Gemeinschaft

Werden die Ansprüche traditioneller Medizin im Lauf der Zeit durch die Kultur abgelehnt, wird sie von drei Arten von Anhängern weiter genutzt
- jenen, die mit ihr ihre Sozialisation erfuhren und ihr dauerhaft anhängen
- zeitweiligen Anhängern, die sich der Traditionelle Medizin in Krisenzeiten zuwenden und
- solchen, die nur einzelne Gesichtspunkte, jedoch nicht das Ganze für sich annehmen.[20]

Die in der jeweiligen Kultur vorgefundenen Elemente von Traditionelle Medizin sind nicht notwendigerweise ein in sich geschlossenes System und können in sich widersprüchlich sein.

## Zustandekommen von Erkenntnissen der Traditionellen Medizin
Eine systematische Untersuchung und Beschreibung der Wirkung von Stoffen, wird bereits dem Chinesen Shen Nong zugeschrieben. Dabei kann es sich auch um solche Stoffe handeln, die bereits verwendet wurden. Die Ergebnisse solcher Untersuchungen sind in diesem Fall im Shen Nong Ben Cao Jing wiedergegeben.

### Beobachtung von Tierverhalten
- Schafgarbe wird bei Wurmerkrankungen von Schafen gefressen und auch von Schäfern verfüttert
- Affen besitzen ein recht umfassendes System der Selbstmedikation.[21]

In der Karibik vermischen sich mehrere Traditionen, nämlich:
- solche der Einwohner zur Zeit der "Entdeckung"
- solche aus Europa
- solche aus Afrika durch den Sklavenhandel

Die Heilmittel in der Karibik lassen mehrere Klassifizierungen zu:
- Gewisse gut bekannte europäische Heilkräuter, die von den spanischen Kolonisten eingeführt wurden und noch allgemein kultiviert werden,
- Einheimische wilde und Kulturkräuter, deren Gebrauch von de einheimischen Bevölkerung übernommen wurde und
- Zier- und andere Pflanzen, deren Heilwirkung ohne geschichtlichen Hintergrund erkannt wurde.[22]

## Traditionelle Medizin und Recht
Auf das Heilwissen der Einheimischen können Eigentumsrechte geltend gemacht werden. Dessen Gebrauch ohne vorheriges Einverständnis oder ohne Ausgleich kann als 'Biopiraterie' betrachtet werden. Regeln dazu wurden in der Convention on Biological Diversity (insbesondere Artikel 8) und das Nagoya-Protokoll) gegeben.

## Traditionelle Medizin und Frauen
Weibliches Volkswissen, wie das der Kräuterweiblein oder weiser Frauen, war neben den oben genannten Texten häufig undokumentiert vorhanden.
Hebammen waren und sind ebenfalls eine wichtige Säule der Gesundheitsversorgung. Geburtshilfe war in der traditionellen Medizin meist Sache von Frauen, ebenso wie Empfängnisverhütung und Schwangerschaftsabbruch. Dennoch gab es schon im 12. Jahrhundert in der Schule von Salerno ausführliche akademische Abhandlungen zu Frauenheilkunde (vgl. Trotula).
Eine Erklärung für die Verknüpfung zwischen Hexerei und Hebammen in der Frühen Neuzeit zeigt Linnda R. Caporael. Sie vergleicht die Wirkungen des Mutterkorns auf Wahrnehmungen bei Ergotismus und LSD-Einnahme mit den Aussagen von Hexen und stellt einen Zusammenhang zwischen für die Entstehung von Mutterkornbefall günstigen Witterungsverhältnissen und den Hexenprozesse von Salem her. Mutterkorn war, richtig verwendet, ein Geburtshilfsmittel.

## Probleme der Traditionellen Medizin
- Abgrenzung zu Placebo: Dem Vorwurf der Placebowirkung von Methoden der traditionellen Medizin stehen Erfahrungen über die Wirksamkeit von Placebo- beziehungsweise von Nocebo-Effekten gegenüber zur Diskussion.[25] Der Begriff Placebo ist dabei negativ belegt.
- Abgrenzung zu Volksglauben: Volksglauben geht oft über in Aberglauben.[26][27]
- Die Nutzung seltener Pflanzen: Das Problem der Nutzung seltener Heilpflanzen wird durch die gärtnerische Kultur von Wildpflanzen angegangen. Die Wirkstoffkonzentration von Wildpflanzen kann sich jedoch stark von kultivierten Arten unterscheiden. Da die großen Arzneimittelhersteller auf der Suche nach neuen Arzneistoffen hier eine große Gefahr wurden, wurde das Nagoya-Protokoll verhandelt.
- Die Nutzung gefährdeter Arten: Manchmal nutzt traditionelle Medizin gefährdete Arten, wie z. B. solche des Loris in Südostasien, die die Rote Liste gefährdeter Arten nennt.[28]